# Hans-Christof Scharpf
Hans-Christof Scharpf (* 29. Dezember 1938 in Schwäbisch Hall) ist ein deutscher Agrarwissenschaftler und langjähriger Leiter der Lehr- und Versuchsanstalt für Gartenbau in Ahlem bei Hannover.

## Leben
Hans-Christof Scharpf ist der Sohn des Gärtnermeisters Ernst Gotthilf Scharpf und Lina Scharpf, geborene Weik. Er hat drei Geschwister: Die älteren Fritz W. Scharpf und Dorothea (Dore) Scharpf sowie den jüngeren Bruder Martin Scharpf. Hans-Christof Scharpf wuchs in der elterlichen Gärtnerei in Hessental bei Schwäbisch Hall auf. Er besuchte das Gymnasium bei St. Michael Schwäbisch Hall bis zur mittleren Reife.
Nach Gärtnerlehre und Ausbildung zum Gärtnermeister folgte Hans-Christof Scharpf der vom Ehepaar Hans Müller und Maria Müller mitbegründeten Bewegung für organisch-biologischen Landbau und wurde stellvertretender Geschäftsführer und Anbauberater der „Anbau- und Verwertungsgenossenschaft“ AVG (heute Terraviva) in Kerzers in der Schweiz. Die AVG war die Vermarktungsorganisation für Produkte aus ökologischem Anbau unter dem Dach des Bioforums Schweiz.
Scharpf studierte Gartenbau an der Hochschule Geisenheim und Gartenbauwissenschaft an der Technischen Universität Hannover. 1977 promovierte er bei Jürgen Wehrmann am Institut für Pflanzenernährung in Hannover mit der Arbeit Der Mineralstickstoffgehalt des Bodens als Maßstab für den Stickstoffdüngerbedarf.
Auf Grund der praktischen Bedeutung seiner Dissertation für Landwirtschaft und Gartenbau wurde H.-C. Scharpf 1981 habilitiert und 1984 zum außerplanmäßigen Professor am Institut für Pflanzenernährung an der Universität Hannover berufen. Von 1977 bis 1997 leitete er die Lehr- und Versuchsanstalt für Gartenbau Hannover-Ahlem der Landwirtschaftskammer Hannover.
Seit seiner Pensionierung beschäftigt sich Hans-Christof Scharpf mit den Gesundheitswirkungen durch den Verzehr von Gemüse und Obst zur Vermeidung von Herz-Kreislauf-Erkrankungen und der Verminderung des Krebsrisikos.

## Wissenschaftliche Leistung

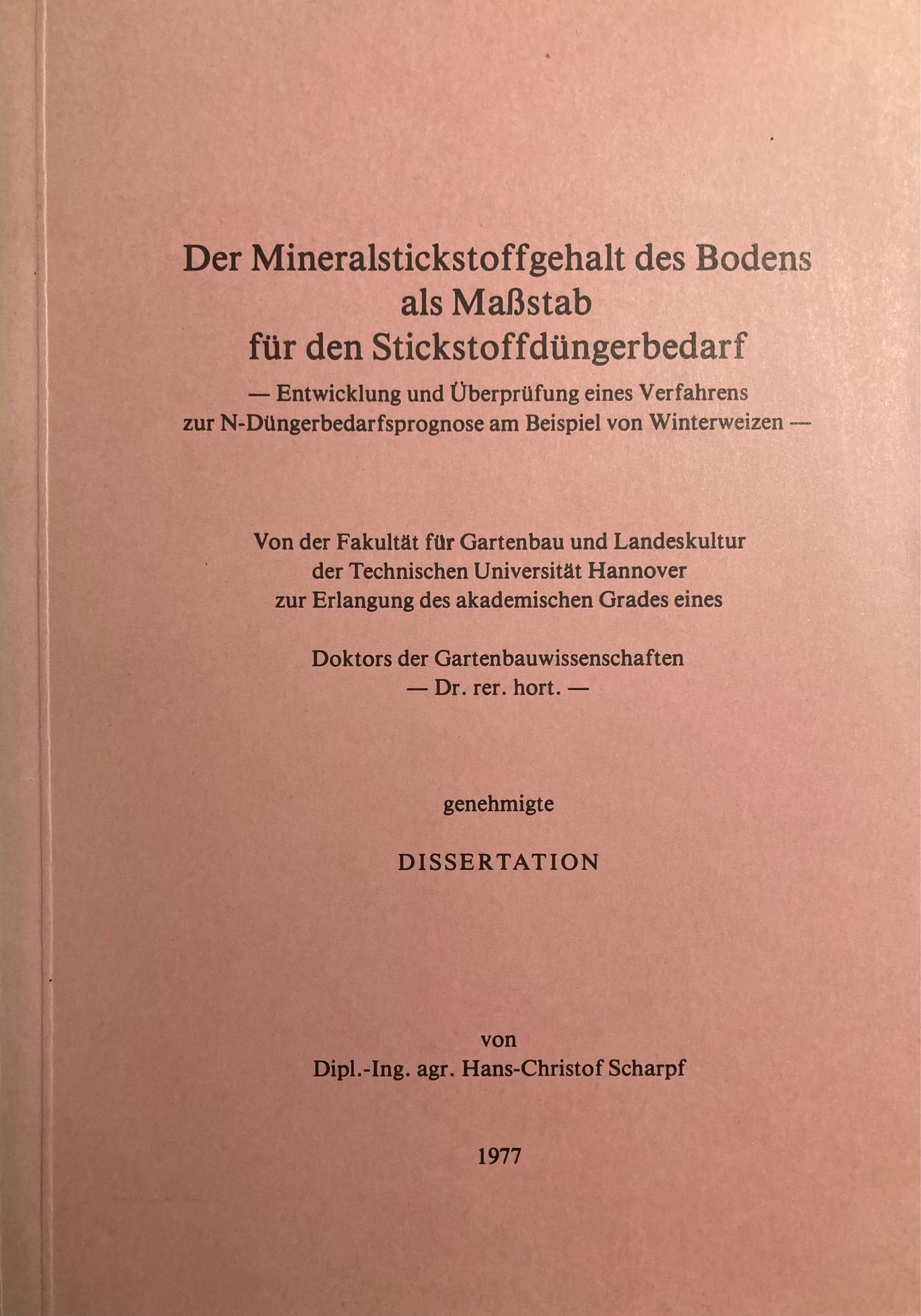
Dissertation von Hans-Christof Scharpf am Institut für Pflanzenernährung

In den Jahren 1974–1977 entwickelte Hans-Christof Scharpf im Rahmen seiner Dissertation die sog. Nmin-Methode, das international erste praxistaugliche Verfahren zur Bestimmung der notwendigen Stickstoffdüngung für verschiedene Kulturpflanzen. Die Anwendung in der Landwirtschaft und im Gartenbau ermöglichte die gezielte und bedarfsgerechte Dosierung von Stickstoffdünger und somit die Vermeidung von Unterdüngung (Vermeidung von Ernteschäden) und Überdüngung (Vermeidung von Ernteschäden und Grundwasserschutz). Die Nmin-Methode wird in der Festschrift zum 125-jährigen Jubiläum des Verbandes Deutscher Landwirtschaftlicher Untersuchungs- und Forschungsanstalten e.V. (VDLUFA) als eine der 10 wegweisenden Erkenntnisse der modernen Agrikulturchemie und Landbauwissenschaften der vergangenen 100 Jahre genannt.

## Schriften
- mit Jürgen Wehrmann: Sachgerechte Stickstoffdüngung. Schätzen, kalkulieren, messen. AID, Bonn 1982. (4. Auflage 1991.[1])
- mit Jürgen Wehrmann: Nitrat in Grundwasser und Nahrungspflanzen. AID, Bonn 1983. (6. Auflage 1991.)
- mit M. Fink: N-Expert - A decision support system for vegetable fertilization in the field. 1992.[2]
- mit U. Weier, U. van Riesen: NIL-N-Plots - A System to estimate the amount of the nitrogen top dressing of vegetables, 2001.[3]
- mit C. Feller et al.: Düngung im Freilandgemüsebau, 2011[4]
- mit M. Fink: Apparent nitrogen mineralization and recovery of nitrogen supply in field trials with vegetable crops. 2015.[5]
- Gemüse ist mehr als ein Nahrungsmittel.[6]